# Brian Jones (zenész)
Lewis Brian Hopkin Jones (Cheltenham, Gloucestershire, Egyesült Királyság, 1942. február 28. – Hartfield, Sussex, Egyesült Királyság, 1969. július 3.) a The Rolling Stones alapítója, gitárosa, vokalistája volt.
Szinte minden keze ügyébe kerülő hangszeren tudott játszani.[forrás?] Sokan divatos öltözködéséről, kábítószer-használatáról és kicsapongó életstílusáról ismerték. 27 évet élt.

## Élete
Jones 1942. február 28-án született a cheltenhami Park Szanatóriumban; egész életében asztmás volt. Szülei, Lewis Blount és Louisa Beatrice Jones walesi származásúak voltak, városuk középosztályához tartoztak. Briannek két húga volt: Pamela és Barbara. Előbbi 1945. október 14-én leukémia következtében elhunyt.
Mind a két szülő kapcsolódott a zenéhez: édesapja zongoratanár volt, míg édesanyja zongorán és orgonán játszott, valamint ő vezette a környék templomának a kórusát.
1957-ben Jones először hallotta a Cannonball Adderley zenéjét, minek következtében komolyan elkezdett érdeklődni a jazz iránt. Rábeszélte a szüleit, hogy vásároljanak neki egy szaxofont, majd két év múlva a 17. születésnapja alkalmából megkapta első akusztikus gitárját.
Brian a környékbeli iskolákba járt, 1949 szeptemberétől 1953 júliusáig a Dean Close School-ba, majd a Cheltenham Grammar School for Boys-ba, ahova 1953 szeptemberében került, miután letette az ’Eleven-plus’ vizsgát. Az iskolában tollaslabdázott és az iskolai kórusban klarinéten játszott. Bár az IQ-ja 135 volt és jól teljesített a vizsgákon anélkül is, hogy sok erőt fektetett volna a felkészülésbe, Jones katonásnak találta az iskolát, nem szerette az iskolai egyenruhát és bosszantotta a tanárait. Ő maga ezt mondta: „When I made the sixth form I found myself accepted by the older boys; suddenly I was in.”
A „hatalmi személyek” elleni ellenséges érzelmei miatt két alkalommal is felfüggesztették az iskolából. Egyik gyerekkori barátja, Dick Hattrel szerint „Lázadó volt, minden ok nélkül; de amikor jöttek a vizsgák, briliáns volt.” („He was a rebel without a cause, but when examinations came he was brilliant.”)
1959 nyarán Brian 17 éves barátnője, egy cheltenhami iskoláslány, név szerint Valerie Corbett terhes lett. Bár Jones arra biztatta a lányt, hogy vetesse el a gyermeket, Valerie nem tett így, kihordta, majd örökbe adta (a gyermek fiú volt).
Brian otthagyta az iskolát, elhagyta az otthonát és egész nyáron Észak-Európában és Skandináviában utazgatott. Ebben az időszakban bohém életstílust folytatott, a gitárjával utcazenéléssel keresett pénzt és mások alamizsnájából élt. Végül kifogyott a pénzből és visszatért Angliába.
Jones gyerekként klasszikus zenét hallgatott, de szerette a bluest, pontosabban Elmore Jamest és Robert Johnsont. Elkezdett blues- és jazz-klubokban zenélni, miközben utcazenét és mindenféle szokatlan munkákat próbált ki. Állítólag kisebb tételekben pénzt lopott a munkahelyéről, hogy cigarettát vegyen, amiért aztán kidobták.
1959 novemberében Brian Guildfordba ment egy koncertre. A Wooden Bridge Hotelben szállt meg, ahol találkozott egy fiatal, házas nővel, Angeline-nel, majd az egyéjszakás kapcsolatuk következtében a nő teherbe esett. Angeline és a férje úgy döntöttek, hogy felnevelik a gyereket, Belindát, aki a következő évben, augusztus 4-én született. Jones nem tudott róla.
1961. október 23-án Brian akkori barátnője, Pat Andrews megszülte Brian harmadik gyermekét, Julian Mark Andrews-t. Az akkor 19 éves Jones eladta a lemezgyűjteményét, hogy virágot vehessen Patnek és ruhákat a csecsemőnek. Egy ideig velük élt. 1964. július 23-án egy másik nő, Linda Lawrence megszülte Jones negyedik gyermekét, Julian Briant. Ugyanebben az évben október elején pedig egy alkalmi barátnője, Dawn Molly bejelentette Briannek és az együttes „vezetőségének”, hogy ő is terhes volt Jonestól. Andrew Loog Oldhamtól, a Rolling Stones producerétől kapott egy £700 értékű csekket. 1965 márciusában megszülte Brian ötödik gyermekét, Paul-t, aki később nevelőszülei átneveztek John Maynardra.
1965-ben megismerkedett Anita Pallenberg fotómodellel és színésznővel, aki 1967-ig az élettársa volt, később Keith Richardsszal élt együtt.

### Elidegenedés a Rolling Stonestól
Andrew Loog Oldham érkezése jelentette a kezdetét Jones lassú elidegenedésének. Oldham elismerte a pénzügyi előnyeit annak, hogy a bandatagok írják a számaikat. Ezután Oldham azt akarta, hogy Jagger karizmáján és túldíszítettségén legyen a fókusz a koncerteken. Jones úgy látta Oldham befolyását a Stones útjára, hogy egyre kevesebbet játszanak azokból a blues számokból, amiket ő szeretett; Jagger és Richards új számokat csinált, és Oldham megnövelte a saját menedzseri, vezetői fennhatóságát, megfosztva Jonest egy másik szerepétől is.
Oldham a Stoned c. könyvében azt írta, hogy Jones már az elejétől kezdve egy kívülálló volt. Amikor az első turnéra mentek, Brian külön utazott, más hotelekben szállt meg és extra fizetést követelt. Oldham szerint Jones nagyon érzelmes volt, elidegenítve érezte magát, mert nem volt egy termékeny dalszerző, és a menedzseri szerepe el volt véve tőle. Ugyanakkor Oldham azt írta, egyikük se gondolta, hogy Brian végleg elszakad tőlük.
A pénz, a hírnév, az elidegenedés miatt Jones elkezdett inni és drogokat használni. Ezeknek a túlzásoknak hatásuk volt a fizikai egészségére, és Oldham szerint Jones barátságtalanná és antiszociálissá vált.
1967. május 10-én Briant letartóztatták drogok birtoklásáért, kevéssel a „Redlands” incidens után Richards sussexi házában. A hatóságok marihuánát, kokaint és metamfetamint találtak a lakásán. Elismerte, hogy használt marihuánát, de azt mondta, hogy nem használt kemény drogokat.
1967 márciusában Anita Pallenberg - két éve Jones barátnője - otthagyta őt Richardsért, amikor Jones kórházban volt, tovább rontva a kapcsolatot Jones és Richards között. Brian megunta a gitározást és az egzotikus hangszereken való játszást is, s egyre többet hiányzott a felvételekkor. Peter Whiteheadsnek a „We Love You”-hoz készített promóciós filmjében Jones ittasan jelenik meg.

## Halála
1969. július 3-án hajnalban, a háza úszómedencéje mellett Brian Jones elhunyt. Éjszaka kiment úszni, de a barátai már csak azt látták, hogy a zenész eszméletlen. Kihúzták a partra, értesítették az orvost, Brian barátnője, Anna Wohlin mesterséges lélegeztetéssel próbálkozott, de mire az orvos a helyszínre érkezett, Brian már halott volt.
Két nappal a tragédia után a Hyde Parkban 250 000 rajongó előtt a Rolling Stones ingyen koncertet adott. Mick Jagger többezer lepkét engedett a levegőbe, és Percy Bysshe Shelleynek a Keats halálára írt, Adonais című verséből felolvasta a 39. és az 52. szakaszt.
A The Who gitárosa, Pete Townshend írt egy verset azzal a címmel, hogy „A Normal Day for Brian, A Man Who Died Every Day", Jimi Hendrix egy dalt dedikált neki, Jim Morrison pedig kiadott egy verset, melynek címe „Ode to L.A. While Thinking of Brian Jones, Deceased”.
A Népszabadság Zrt. kiadásában 2007 júliusában megjelent The Rolling Stones – A Nagy Durranás Budapest 2007 című kiadvány 88-91. oldalán olvasható a „Mi történt Micimackó házában? Brian Jones rejtélyes halála – legenda és valóság” című cikk Sebők János tollából. A cikkben olvasható, hogy Brian Jones gyilkosság áldozata lett, a bűntényt egy építési vállalkozó, Frank Thorogood követte el, aki 1993. november 7-én a Nord Middlesex kórházban bevallotta a gyilkosságot a barátjának, Tom Keylocknak. Thorogood a halálos ágyán elmondta, hogy Brian Jones 1969-ben minden kifizetést letiltott a házátalakítás során, mert elege lett abból, hogy folyton becsapják.

## Jonesnak tulajdonított dalok
- Paint It Black
- 2000 Light Years From Home
- Ruby Tuesday

## Fordítás
- Ez a szócikk részben vagy egészben  a   Brian Jones című angol Wikipédia-szócikk fordításán alapul.  Az eredeti cikk szerkesztőit annak laptörténete sorolja fel. Ez a jelzés csupán a megfogalmazás eredetét és a szerzői jogokat jelzi, nem szolgál a cikkben szereplő információk forrásmegjelöléseként.